# Virslīga 1998
In 1998 werd het 24ste voetbalseizoen gespeeld van de Letse Virslīga. Het format werd na twee seizoenen terug gewijzigd nadat de vorige jaren de competitie uit twee delen bestond. De competitie werd gespeeld van 18 april tot 7 november. Skonto werd kampioen. 
LU/Daugava degradeerde na dit seizoen vrijwillig vanwege financiële problemen.

## Eindstand
| Plaats | Club               | Wed. | W  | G  | V  | Saldo  | Ptn. |
| ------ | ------------------ | ---- | -- | -- | -- | ------ | ---- |
| 1.     | Skonto Riga        | 28   | 21 | 4  | 3  | 98-27  | 67   |
| 2.     | Liepājas Metalurgs | 28   | 17 | 6  | 5  | 62-25  | 57   |
| 3.     | FK Ventspils       | 28   | 16 | 6  | 6  | 56-23  | 54   |
| 4.     | Dinaburg FC        | 28   | 11 | 10 | 7  | 49-31  | 43   |
| 5.     | FK Valmiera        | 28   | 10 | 7  | 11 | 39-59  | 37   |
| 6.     | LU/Daugava         | 28   | 7  | 9  | 12 | 42-42  | 30   |
| 7.     | FK Rēzekne         | 28   | 2  | 5  | 21 | 22-80  | 11   |
| 8.     | Ranto/Miks         | 28   | 2  | 5  | 21 | 25-106 | 11   |

|  | Kampioen, geplaatst voor eerste voorronde UEFA Champions League 1999/00                                                          |
|  | Geplaatst voor voorronde UEFA Cup 1999/00 en als verliezend bekerfinalist 1998 ook voor de voorronde van de Europacup II 1998/99 |
|  | Geplaatst voor eerste ronde UEFA Cup 1999/00                                                                                     |
|  | Geplaatst voor eerste ronde Intertoto Cup 1999                                                                                   |
|  | Degradatie |

## Kampioen
| Virslīga 1998              |
| Letland                    |
| -------------------------- |
| SKONTO Kampioen (7° titel) |